# Croc 2
Croc 2, conosciuto in Giappone come Croc Adventure (クロックアドベンチャー?, Kurokku Adobenchā), è un videogioco del 1999, sequel di Croc: Legend of the Gobbos. Sviluppato da Argonaut Software tra il 1998 e il 1999 e pubblicato dalla Fox Interactive, Croc 2 è uscito per Game Boy Color, Windows e PlayStation; era stata progettata una distribuzione per Sega Saturn e Sega Dreamcast, ma entrambe sono state annullate.
La trama riprende la missione di Croc di salvare i Gobbo dal perfido Barone Dante, che con l'aiuto dei suoi aiutanti, i Dantini, è tornato in vita; la trama coinvolge anche la ricerca dei genitori di Croc. La colonna sonora originale è del chitarrista Simon Gosling e di Justin Scharvona.

## Trama

### Introduzione
Un piccolo e simpatico coccodrillo di nome Croc venne trovato dagli adorabili amici gobbos, piccole palle di pelo che abitano le Isole Gobbo. Rufus, Re dei Gobbos, adottò il trovatello e con l'aiuto del resto della tribù, lo allevò alla maniera dei gobbo. Tutto andò bene finché un giorno il malvagio Barone Dante arrivò nella valle dei Gobbo. Dante era un mago cattivo che trovava piacere nell'infliggere dolore e sofferenza degli altri. Turbato dalla felicità dei pacifici gobbos, il Barone Dante e i suoi Dantini fecero razzia dei gobbos nella loro valle. Re Rufus fu catturato dal Barone Dante in persona e tenuto in una gabbia all'interno della sua Torre del Terrore.
Croc riuscì ad evitare la cattura, ma fu lasciato solo. Sapeva che doveva aiutare i gobbos in ogni modo e salvare il Re Rufus dal Barone Dante. Dopo molte avventure, Croc riuscì a liberare i gobbos, sconfiggendo il Barone e salvando il saggio Re Rufus. Ogni cosa tornò normale nella Valle dei Gobbo e i gobbos celebrarono Croc erigendo una statua in suo onore nella Valle.

### L'inizio del gioco
Con il perfido Barone Dante lontano, Croc e i gobbos hanno ripreso le loro vite allegre, ma nello stesso tempo, non troppo lontano, i malvagi Dantini hanno iniziato a riportare il loro maestro in vita. Sfortunatamente, il Gobbo Inventore viene catturato quando assiste al ritorno di Dante. Un giorno, mentre Croc gioca sulla spiaggia con i Gobbos, trova una bottiglia; la prende e all'interno trova un messaggio con una piccola impronta del coccodrillo. Il messaggio spiega che coloro che l'hanno scritto stanno cercando il loro figlio smarrito.
Croc rimane scioccato: porta il messaggio a Re Rufus che lo legge e infine suggerisce a Croc di intraprendere un viaggio verso terre lontane, dove troverà altri gobbos che lo potranno aiutare a cercare i genitori naturali. Così, tutti i gobbos aiutano Croc a costruire una catapulta che possa inviare il coccodrillo verso la terra lontana, dove inizia il gioco.

## Modalità di gioco
Rispetto alla prima avventura, invece di trovare semplicemente sei gobbos in ogni livello, ora il giocatore deve portare a termine diversi compiti, tra i quali anche la guida di diversi veicoli: auto da corsa, carrello della miniera e gommone.
Croc inizia con cinque vite (cuori) e deve trovare o comprare cuori per potere possedere più di cinque vite; se Croc viene ferito da un nemico, perde una vita, ma non torna al precedente livello. Se cade in un pozzo senza fondo o non è in grado di uscire da un pozzo di lava, torna indietro all'ultimo gong da cui è passato, che funge da check-point. Una volta che tutte le vite sono state perse, torna indietro alla porta del villaggio da cui è entrato nel livello.
Ci sono quattro villaggi che Croc deve attraversare prima di raggiungere la fine del gioco, ognuno abitato da gobbos con diverse personalità. I quattro villaggi sono il Villaggio dei Marinai (prati e mare), il Villaggio dei Cosacchi (neve e ghiaccio), il Villaggio dei Cavernicoli (preistorici) e il Villaggio Inca (città e templi). Ogni villaggio ha cinque livelli principali (2 per quello Inca), 2 boss da sconfiggere (1 per quello Inca) e una porta segreta del Gobbo d'Oro (Golden Gobbo).
I vari vantaggi delle jelly jump sono utilizzati per fornire a Croc un trampolino con cui eseguire un super salto, utile per raggiungere certi oggetti, come cuori o gemme colorate.

### Principali livelli
Per ogni livello, Croc dovrà risolvere il problema del gobbo che aspetta fuori dalla porta. All'interno di ogni livello c'è una chiave che permetterà di risolvere il problema, più 100 gemme e 5 cristalli colorati (rosso, verde, viola, blu e giallo). Dopo avere trovato i cinque cristalli, apparirà un portale nell'area del Golden Gobbo, che permette al giocatore di vincere il Golden Gobbo relativo al livello. Queste aree sono di solito molto difficili e la missione non può essere ripresa dal gong una volta che Croc perde una vita: in tal caso la missione va ricominciata da capo. Nei livelli con i veicoli, dopo aver trovato tutte le gemme il Gobbo apparirà direttamente.

### Livelli dei boss
I livelli dei boss presentano un nemico che Croc deve sconfiggere. Ogni mondo ha due livelli boss, tranne il mondo Inca che ne possiede solo uno. Il giocatore deve completare tre livelli per poter affrontare il primo boss, e i rimanenti due livelli per potere affrontare il secondo. Dopo che il secondo boss è stato sconfitto, Croc può proseguire verso il prossimo mondo.

### Elenco dei boss
Villaggio dei Marinai
- Soveena the Squid (piovra gigante)
- Cannon Boat Keith (pirata)

Villaggio Cosacco
- Flavio il Pesce Termale (pallone ad aria)
- Lava Lamp Larry

Villaggio dei Cavernicoli
- Venus Fly Von-Trappe
- Tirannosauro Robotico

Villaggio Inca
- Barone Dante (aeroplano)

Livelli di Fine Gioco
- Goo Man Chu (nella torre di Goo Man Chu)
- Barone Dante II

### Porte del Gobbo d'Oro
In ogni mondo, c'è una porta del Gobbo d'Oro.
In ogni villaggio la Porta del Gobbo d'Oro richiede un certo numero di Golden Gobbo per consentirne l'accesso.
Una volta che il giocatore passa attraverso questa porta, vengono persi cinque Golden Gobbos (senza riferimento al mondo in cui sono stati recuperati), oppure due nel Villaggio Inca.
Ogni porta del Gobbo d'Oro contiene un Livello segreto costruito in modo da formare una sorta di Labirinto in cui da qualche parte è conservata una Tessera Del Puzzle.
In tutto il gioco ci sono 4 Tessere del Puzzle le quali sbloccano, dopo aver battuto Baron Dante, la possibilità di giocare il Mondo di Dante.

### Il Mondo di Dante
Il Mondo di Dante è formato da Tre Villaggi che sono la copia contorta dei primi tre Villaggi e sono pieni di Dantini. In ognuno di essi è possibile recuperare 5 cristalli colorati che permettono di sbloccare una gabbia contenente un Uovo di Croc.
Una volta recuperate tutte e tre le Uova di Croc il Gioco è completo al 100%.

## Sequel
Vennero in seguito messi in commercio per cellulari tre giochi spin-off, prodotti dalla Morpherme: 
- Croc Mobile: Jungle Rumble
- Croc Mobile: Volcanic Panic
- Croc Mobile: Pinball.